# Chrysopa nymphodes
Chrysopa nymphodes is een insect uit de familie van de gaasvliegen (Chrysopidae), die tot de orde netvleugeligen (Neuroptera) behoort. 
Chrysopa nymphodes is voor het eerst wetenschappelijk beschreven door Navás in 1914.